# Ozero Issa
Ozero Issa (ryska: Озеро Исса) är en sjö i Belarus, på gränsen till Ryssland. Den ligger i den norra delen av landet, 260 km nordost om huvudstaden Minsk. Ozero Issa ligger 156 meter över havet. Arean är 0,39 kvadratkilometer. Den sträcker sig 0,8 kilometer i nord-sydlig riktning, och 0,9 kilometer i öst-västlig riktning.
I omgivningarna runt Ozero Issa växer i huvudsak blandskog. Runt Ozero Issa är det glesbefolkat, med 10 invånare per kvadratkilometer.